# Politică monetară
Politica monetară reprezintă setul de măsuri adoptate de autoritatea monetară a unei națiuni pentru a influența condițiile financiare și economice. În prezent, majoritatea băncilor centrale din țările dezvoltate își desfășoară politica monetară într-un cadru de țintire a inflației, în timp ce politicile monetare ale multor bănci centrale din țările în dezvoltare vizează sisteme de curs fix. O a treia strategie de politică monetară, țintirea masei monetare, a fost larg utilizată în anii 1980, dar a scăzut în popularitate de atunci, fiind în continuare strategia oficială în economiile emergente.
Politica monetară influențează economia prin canale financiare precum ratele dobânzilor, cursurile de schimb și prețurile activelor financiare. Acest lucru se deosebește de politica fiscală, care se bazează pe modificări ale impozitelor și cheltuielilor guvernamentale ca metode de gestionare a fenomenelor ciclului economic, cum ar fi recesiunile. În țările dezvoltate, politica monetară este formulată separat de politica fiscală, băncile centrale moderne din economiile dezvoltate fiind independente de controlul direct al guvernului și de directivele acestuia.

## Istoria politicii monetare
Evoluția politicii monetare este determinată de evoluția sistemului monetar și de evoluția gândirii economice.
Pe parcursul mai multor secole promovarea politicii monetare se reducea la luarea deciziilor de batere a monedei metalice și de emitere a banilor de hârtie. Crearea primelor bănci centrale (bănci cu drept de emisie monetară) a fost influențată de ideea menținerii parității bancnotelor în raport cu metalul prețios și în raport cu bancnotele altor state. Respectiv, obiectivul politicii monetare a fost menținerea etalonului aur.
Împreună cu conștientizarea ciclicității în activitatea economică (sfârșitul sec. XIX – începutul sec. XX) s-a modificat și obiectivul politicii monetare, incluzând și supravegherea stabilității sistemului financiar. Crizele și panicile bancare au impus băncilor centrale rolul de „împrumutător de ultima instanță” și au demonstrat rolul ratei dobânzii în stimularea creditului bancar.
În anii 1980 mai mulți economiști au început să pledeze pentru independența băncilor centrale de celelalte organe de stat.

## Obiectivele politicii monetare
Teoria politicii monetare, precum și practica internațională, cunoaște următoarele tipuri de obiective finale:
- creșterea economică durabilă (promovarea unei creșteri economice sustenabile pe termen lung, care să sprijine dezvoltarea infrastructurii, inovarea și îmbunătățirea calității vieții)
- ocuparea deplină a forței de muncă (asigurarea unui nivel optim de ocupare a forței de muncă, unde șomajul este minim și forța de muncă este utilizată eficient, fără a genera presiuni inflaționiste excesive)
- stabilitatea prețurilor (menținerea unei rate stabile a inflației, care să permită o predictibilitate economică și să protejeze puterea de cumpărare a monedei)
- stabilitatea ratelor dobânzii (menținerea unui nivel al ratelor dobânzii care să sprijine condiții economice sănătoase, echilibrând costurile de împrumut și stimulând investițiile)
- stabilitatea externă (asigurarea stabilității cursului de schimb valutar și a unei balanțe de plăți sustenabile)
- stabilitatea sistemului financiar și alocarea optimă a fondurilor (asigurarea unui sistem financiar stabil și eficient, care să sprijine alocarea resurselor financiare într-un mod care maximizează creșterea economică și stabilitatea)

Deși toate aceste obiective sunt de importanță fundamentală pentru economia unui stat, banca centrală nu poate urmări simultan toate aceste obiective într-un mod complet independent, întrucât există adesea conflicte între ele. De exemplu, stimularea creșterii economice prin reducerea ratelor dobânzilor poate duce la presiuni inflaționiste, iar promovarea unui curs de schimb stabil poate limita autonomia în cadrul politicii monetare. Astfel, banca centrală trebuie să prioritizeze și să ajusteze aceste obiective în funcție de contextul economic și condițiile interne și externe.

## Instrumentele politicii monetare

### Ghidarea anticipativă
Ghidarea anticipativă este un instrument utilizat de o bancă centrală pentru a influența așteptările pieței privind viitoarele niveluri ale ratelor dobânzilor, prin comunicarea clară a prognozelor și intențiilor sale. Există două forme principale:

#### Ghidarea anticipativă odiseică
Ghidarea anticipativă odiseică presupune angajamente ferme privind direcția viitoare a politicii monetare, oferind un grad ridicat de certitudine. De exemplu, Rezerva Federală a SUA a aplicat această strategie, însă într-o formă condiționată, permițând ajustări în funcție de evoluțiile economice. Banca Japoniei a folosit, de asemenea, ghidarea odiseică pentru a anunța angajamente pe termen lung privind ratele ultra-scăzute ale dobânzilor.

#### Ghidarea anticipativă delfică
Ghidarea anticipativă delfică oferă indicii despre direcția viitoare a politicii monetare, dar într-un mod mai flexibil, fără a face promisiuni stricte. În România, Banca Națională a României utilizează o formă de ghidare anticipativă delfică, oferind informații generale fără angajamente ferme.

### Rezervele minime obligatorii
Rezervele minime obligatorii joacă un rol esențial în menținerea stabilității financiare, prevenind crizele bancare cauzate de retrageri masive de depozite. Ele ajută la controlul masei monetare, influențând volumul de credite acordate de bănci și, implicit, oferta de bani din economie. Totodată, reprezintă un instrument de politică monetară, prin care băncile centrale pot ajusta nivelul rezervelor pentru a stimula sau tempera creșterea economică, în funcție de obiectivele lor.
În ultimele decenii, mai multe bănci centrale au eliminat cerințele privind rezervele minime obligatorii (de exemplu, Reserve Bank of New Zealand în 1985 și Federal Reserve în 2020), înlocuindu-le cu cerințe de capital bancar, care servesc ca principal mecanism de control al expansiunii masei monetare.

### Ghidarea creditului
Băncile centrale pot influența direct sau indirect alocarea împrumuturilor bancare în anumite sectoare ale economiei prin aplicarea de cote, limite sau rate de dobândă diferențiate. Această politică permite controlul atât asupra cantității de credite acordate, cât și asupra direcționării acestora către sectoare strategice, cum ar fi sprijinul pentru politica industrială națională sau stimularea investițiilor ecologice (de exemplu, renovarea locuințelor).
Operațiunile TLTRO ale Băncii Centrale Europene sunt un exemplu de ghidare a creditului, întrucât rata de dobândă plătită de bănci variază în funcție de volumul împrumuturilor acordate de băncile comerciale la finalul perioadei de menținere. Băncile care ating un anumit prag de performanță beneficiază de o rată a dobânzii mai redusă decât cea standard.
În 2021, Banca Japoniei și Banca Populară a Chinei au introdus rate de dobândă diferențiate pentru operațiunile de refinanțare destinate proiectelor verzi.

### Cerințe de schimb valutar
Unele bănci centrale pot impune ca o parte sau întreaga sumă obținută din schimburile valutare (de obicei din exporturi) să fie convertită în moneda locală, ca metodă de control al masei monetare. Cursul de schimb utilizat pentru această conversie poate fi determinat de piață sau stabilit arbitrar de bancă. Acest instrument este folosit în special în țările cu monede neconvertibile sau parțial convertibile. Beneficiarul monedei locale poate dispune liber de fonduri, le poate păstra la banca centrală pentru o perioadă determinată sau le poate utiliza sub anumite restricții.
Prin acest mecanism, masa monetară crește atunci când banca centrală cumpără valuta străină, emitând moneda locală, iar ulterior poate reduce masa monetară prin vânzarea de obligațiuni sau intervenții valutare.

### Politica de colateral
În anumite țări, băncile centrale utilizează instrumente care reglementează indirect activitatea de creditare și limitează riscurile din piețele de capital. De exemplu, o bancă centrală poate reglementa împrumuturile pe marjă, prin care persoanele fizice sau companiile pot împrumuta bani pe baza titlurilor de valoare oferite ca garanție. Cerința de marjă stabilește un raport minim între valoarea titlurilor și suma împrumutată. În plus, băncile centrale impun cerințe privind calitatea activelor deținute de instituțiile financiare, limitând astfel riscurile și efectul de levier în sistemul financiar. Aceste cerințe pot fi directe, impunând ca anumite active să aibă un rating minim de credit, sau indirecte, prin condiționarea acordării de împrumut.

### Operațiuni pe piață deschisă
Operațiunile pe piață deschisă reprezintă activitățile băncii centrale de cumpărare și vânzare a titlurilor de stat și a altor instrumente financiare de pe piața monetară. Prin aceste operațiuni, autoritățile monetare reglează rezervele băncilor comerciale, influențând astfel indirect oferta de monedă și nivelul ratelor dobânzii.
- Vânzarea de titluri de către banca centrală reduce lichiditatea din sistemul bancar, ceea ce duce la o scădere a masei monetare și, implicit, la creșterea ratelor dobânzii.
- Cumpărarea de titluri injectează lichiditate suplimentară în sistem, mărind masa monetară și reducând ratele dobânzii.

Operațiunile pe piață deschisă pot include cumpărarea sau vânzarea directă de titluri pentru ajustări rapide ale masei monetare, operațiuni repo (reverse operations), care sunt împrumuturi garantate cu titluri de valoare utilizate pentru reglajul lichidității pe termen scurt (ex. cu scadențe de o săptămână sau o lună, precum în cazul BCE), și operațiuni pe piața valutară, cum ar fi swap-urile valutare, prin care banca centrală poate influența cursul de schimb.

### Ratele dobânzii
Cantitatea de monedă aflată în circulație poate fi influențată și prin ajustarea ratei de bază, adică a ratei dobânzii percepute pentru împrumuturile acordate de banca centrală, sau a ratei de rescont, care se aplică la scontarea titlurilor prezentate de bănci. Atunci când banca centrală scade rata de bază, aceasta stimulează interesul băncilor pentru refinanțare și încurajează solicitarea unui număr mai mare de împrumuturi, ceea ce conduce la o creștere a creditării în economie și, implicit, la majorarea masei monetare. În schimb, o creștere a ratei de bază face ca împrumuturile să devină mai scumpe, descurajând astfel refinanțarea și reducând capacitatea băncilor de a acorda credite economiei. Instrumentul principal pentru majoritatea băncilor centrale din economiile avansate este rata dobânzii pe termen scurt, iar ajustările acesteia sunt cruciale pentru mecanismul de transmitere al politicii monetare, având un impact direct asupra inflației. Modificările ratei dobânzii influențează costurile de împrumut ale firmelor și gospodăriilor, afectând consumul agregat, investițiile și exporturile nete, toate având un impact semnificativ asupra inflației. Băncile centrale utilizează adesea o rată de politică, care poate fi o rată administrată (stabilită direct de bancă) sau o rată de piață influențată indirect de aceasta, iar ajustarea acestor rate poate duce la modificări ale dobânzilor pe termen scurt și poate influența cursurile de schimb și, în final, economia în ansamblu.

## Ancora nominală
O ancoră nominală este o variabilă care se presupune că are o relație stabilă cu nivelul prețurilor sau cu rata inflației pe o anumită perioadă. Prin adoptarea unei astfel de ancore, se dorește stabilizarea așteptărilor privind inflația, ceea ce, în final, poate conduce la o stabilitate reală a prețurilor.
Printre ancorele nominale folosite istoric se numără:
- Standardul de aur: moneda era convertibilă în aur la un curs fix, ceea ce oferea o bază de stabilitate.
- Cursul de schimb: fixarea unui curs de schimb față de o monedă străină importantă.
- Masa monetară: stabilirea unui ritm constant de creștere a masei monetare.
- Inflația: majoritatea băncilor centrale au adoptat ca repere oficiale ținte directe pentru inflație.[13]

### Țintirea venitului nominal
Țintirea venitului nominal se referă la o politică monetară orientată spre asigurarea unui ritm stabil de creștere a PIB-ului nominal, care include atât inflația, cât și creșterea reală. Scopul este de a menține o evoluție constantă a veniturilor nominale din economie, astfel încât, în caz de abateri (fie că sunt peste sau sub țintă), banca centrală să ajusteze politica pentru a compensa aceste diferențe. Această abordare oferă un semnal clar despre performanța economică generală, abordând simultan cele două componente esențiale ale creșterii economice. Deși teoretic ar putea contribui la o stabilitate mai bună, până în prezent nu a fost adoptată pe scară largă de băncile centrale.
Țintirea nivelului prețurilor este similară cu țintirea inflației, dar cu un accent suplimentar pe corectarea deviațiilor de la un nivel de prețuri stabilit pe termen lung. Astfel, dacă inflația este mai mare decât ținta într-un an, politica monetară va fi ajustată în anii următori pentru a compensa această suprainflare, readucând nivelul prețurilor pe drumul previzibil. Această abordare oferă o certitudine sporită privind evoluția prețurilor pe termen lung, deoarece orice abatere de la ținta stabilită este recuperată în timp, asigurând un trend de prețuri constant.

## Contextul țărilor în curs de dezvoltare
În țările în dezvoltare, implementarea unei politici monetare eficiente poate fi dificilă. Principalul obstacol este reprezentat de piețele financiare subdezvoltate, în special de lipsa unor piețe profunde pentru datoria publică. În plus, prognozarea cererii de bani este adesea complicată, iar presiunile fiscale pot împinge guvernele să recurgă la „taxa pe inflație” prin extinderea rapidă a bazei monetare.
În general, băncile centrale din multe țări în dezvoltare au un istoric slab în gestionarea politicii monetare. Acest lucru se datorează frecvent lipsei de independență față de guvern, ceea ce face ca obiectivele monetare să fie subordonate intereselor politice sau altor scopuri non-monetare. Din acest motiv, unele țări care doresc să adopte o politică monetară credibilă optează pentru un consiliu monetar sau pentru adoptarea unei monede străine (cum ar fi euro sau dolarul). Aceste măsuri pot reduce interferențele guvernamentale și pot determina adoptarea unei politici monetare similare cu cea a țării a cărei monedă este utilizată ca ancoră.
În ultimii ani, încercările de liberalizare și reformă a piețelor financiare oferă băncilor centrale mai mult spațiu de manevră pentru implementarea unor cadre de politică monetară mai eficiente.

## Vezi și
- Politică agricolă
- Politica fiscală